# Kreativno pisanje
Pisanje ima velik pomen tudi v obliki izražanja lastnih misli, čustev, mnenj, dogodkov ... Preko pisanja svojo zamisli, ki jih največkrat oblikuje fikcija oziroma naša domišljija, prelijemo na papir (v današnjem času na računalnik) in oblikujemo nove zgodbe, poezijo, igre, dnevnik ... Obstaja velik repertoar oblik, v katere lahko oblikujemo naše tekste (fantazijska pripoved, pisemski roman, poljudna povest, reportažni roman, dokumentarni roman ...), vendar se je prej potrebno seznaniti z literarno teorijo, ki je obvezen uvod v kreativno pisanje.
Izraz kreativno pisanje se nanaša na domišljijsko pisanje, oziroma na pisanje kot umetnost. Bistvo kreativnega pisanja ni golo popisovanje dejanskih dogodkov in informacij, temveč tekst, ki (četudi sloni na dejanskih dogodkih) v svojih bralcih vzbudi estetski užitek ter čutno senzacijo.
Kakršno koli obliko zavzema, pa naj bo to kratka povest, pesem, novela, igra, esej ali pa biografija, bo kreativno pisanje zajemalo iskanje pomena, delček čudeža v odkrivanju novega, pa tudi osebne vpletenosti v razplet dogodkov.
Za kreativno pisanje velja vsaka izvirna kompozicija, ki na noben način more biti obtožena plagiatorstva. To je lahko leposlovna ali nebeletristična proza, ki presega meje profesionalne, novinarske, akademske ali tehniške oblike. Kreativno pisanje lahko torej razglasimo za sodobno in procesno orientirano ime za tisto, kar je bilo tradicionalno imenovano književnost, vključno z vsemi njenimi žanri.
Witty in LaBrant podajata jasno definicijo kreativnega pisanja. Avtorja knjige Teaching the People’s Language namreč pravita, da je kreativno pisanje kakršna koli kopmozicija, ki izpolnjuje:
- potrebo po beleženju pomembnih izkušenj;
- potrebo po deljenju izkušnje z zainteresiranim občinstvom;
- potrebo po svobodnem izražanju, ki pripomore k psihičnemu in fizičnemu zdravju.

Za razliko od akademskega pisanja, ki svoje učence vzpodbuja k pisanju del, ki temeljijo na pravilnosti jezika, se doktrina kreativnega pisanja koncentrira na pisateljevo samoizražanje. Kreativni pisatelj je namreč lahko le tisti, ki ima nekaj, kar bi rad izrazil. Da bi vedel kaj je tisto, kar bi rad povedal svetu, ter kako, mora pisatelj vedeti, v kaj verjame. Ker se da moč besed z lahkoto izrabiti, in ker mora pisatelj preglasiti svet, v katerem odmeva hrup televizije, radia, zabaviščnih parkov in avtocest, mora biti hkrati skromen in samozavesten. Če ga svet ne opazi, ni vreden nič, če pa ga svet opazi na podlagi goljufije, je ničvreden.
Vsakdo, ki si želi postati kreaktivni pisatelj, mora stremeti k temu, da bi se naučil ljubiti, biti skromen, spoštovati razlike med ljudmi, človeško zasebnost, dostojanstvo in človeško bolečino. Z vsemi temi atributi na svoji strani pa potrebuje še prave besede, da bi svoja občutja na papir izlil na način, ki ne bo ne spregledan, ne pozabljen. Samo s svojimi besedami lahko pisatelj prepriča bralca, da je tisto, o čemer piše resnično, in še pomembnejše, vredno branja ter premisleka.
Uspešno kreativno pisanje prepoznamo po tem, da bralcu omogoči jasen vpogled v dogodke, stopnjujočo se zavest o njih, izostrena čustva ter občutek osebnega izpostavljanja, nevarnosti, vpletenosti ter osvoboditve.
Doseganje zgoraj omenjenega nezmotno razlikuje umetnika od vsakodnevnega uporabnika besed.

## Tehnike in metode kreativnega pisanja
Poznamo veliko tehnik in metod kreativnega pisanja, med njimi so najpogosteje uporabljene sledeče:
- razmišljujoče pisanje,
- svobodno pisanje,
- poročevalsko pisanje,
- avtobiografsko pisanje,
- možganska nevihta (angl. brainstorming),
- miselni vzorci, (slikovna predstava celostnega opisa stvari/primera) ...

Glavni ustvarjalni vadbeni postopki so:
- vstavitev nove osebe v dani tekst in sprememba poteka zgodbe glede nanjo,
- spreminjanje besedila glede na naslovnika, ki je v vsakem primeru drugačen, glede na drugačnega pripovedovalca, glede na drugačen časovni okvir, glede na žanrski ali vrstni okvir,
- dopisovanje nedokončanega teksta,
- sestavljanje novega teksta iz danih elementov (osebe, razplet),
- parodiranje danega teksta ali sloga.

## Kreativno pisanje v Sloveniji
Kreativno pisanje v zadnjem času v svetu žanje precejšnje zanimanje in tudi v Sloveniji potekajo različni tečaji kreativnega pisanja. V slovenskem šolskem sistemu še vedno prevladuje učenje akademskega pisanja, čeprav je potrjenih tudi nekaj učbenikov, ki vzpodbujajo razvoj kreativnega pisanja že na zgodnji stopnji (prvo triletje).